# Palosaari (ö i Finland, Norra Savolax, Nordöstra Savolax, lat 63,04, long 28,26)
Palosaari är en ö i Finland. Den ligger i sjön Juurusvesi och Akonvesi och i kommunen Kuopio (tidigare Juankoski)  i den ekonomiska regionen  Nordöstra Savolax ekonomiska region  och landskapet Norra Savolax, i den centrala delen av landet, 400 km nordost om huvudstaden Helsingfors. Öns area är 15,1 hektar och dess största längd är 0,7 kilometer i sydöst-nordvästlig riktning.